# 佩斯卡亚堡
佩斯卡亚堡（義大利語：Castiglione della Pescaia）是意大利格罗塞托省的一个市镇。总面积208.96平方公里，人口7445人，人口密度35.6人/平方公里（2009年）。ISTAT代码为053006。